# Batalla de Azaz (1030)
La batalla de Azaz fue un combate que se libró en agosto de 1030 cerca de la ciudad siria de Azaz entre el ejército bizantino, dirigido por el emperador  Romanos III Argyros (r. 1028-1034) en persona, y las fuerzas del emirato  mirdasí de Alepo, también bajo el mando personal del emir Shibl al-Dawla Nasr (r. 1029-1038). Los mirdasidas derrotaron al ejército bizantino, mucho más numeroso, y se llevaron un gran botín, aunque finalmente no pudieron capitalizar su victoria.
Alepo había sido durante mucho tiempo un punto de encuentro entre Bizancio y sus vecinos árabes, y los bizantinos reclamaron un protectorado sobre la ciudad desde 969. Tras la derrota infligida al gobernador bizantino de Antioquía por los mirdasidas, Romanos lanzó una campaña contra Alepo. A pesar de su propia inexperiencia en asuntos militares, Romanos decidió dirigir el ejército en persona, lo que llevó a los cronistas bizantinos contemporáneos a señalar la búsqueda de la gloria militar como su principal motivación, en lugar de la preservación del statu quo. A la cabeza de su ejército, estimado por los historiadores modernos en unos 20 000 efectivos, Romanos llegó a Antioquía el 20 de julio de 1030. Los mirdasidas enviaron enviados con propuestas de paz que incluían el pago de tributos, pero Romanos, confiado en el éxito, los rechazó y detuvo al embajador. Aunque sus generales le instaron a evitar la acción en el caluroso y seco verano sirio, Romanos dirigió sus fuerzas hacia adelante. El ejército mirdasí era considerablemente más pequeño, de 700 a 2000 hombres según las fuentes, pero estaba compuesto en su mayoría por caballería ligera beduina, que gozaba de una movilidad superior frente a sus oponentes fuertemente armados.
Los dos ejércitos se enfrentaron en Azaz, al noroeste de Alepo, donde los bizantinos establecieron su campamento. Los mirdasidas emboscaron y destruyeron una fuerza de reconocimiento bizantina y comenzaron a acosar el campamento imperial. Incapaces de alimentarse, los bizantinos comenzaron a sufrir de sed y hambre, mientras que un ataque a las fuerzas mirdasidas fue derrotado. Finalmente, el 10 de agosto, el ejército bizantino comenzó su retirada a Antioquía, pero pronto se desplomó en un asunto caótico. Los árabes aprovecharon la oportunidad para atacar a los desordenados bizantinos, derrotándolos; el propio emperador Romanos escapó gracias a la intervención de su guardaespaldas. Los dispersos restos del ejército imperial se reunieron en Antioquía. Romanos regresó a Constantinopla, pero sus generales lograron recuperar la situación después, sofocando las rebeliones árabes y obligando a Alepo a retomar el estatus de tributario en 1031.

## Antecedentes
El Emirato de Alepo había sido un  vasallo bizantino desde el Tratado de Safar de 969, pero en los años anteriores a la muerte de Basilio II (r. 976-1025), sus emires habían quedado bajo el protectorado de los califas fatimíes de Egipto. Cuando la dinastía mirdasida (1025-1080) obtuvo el control de la ciudad, la influencia bizantina sobre Alepo y el norte de Siria en general había disminuido considerablemente. Después de que el emir mirdasí Salih ibn Mirdas fuera asesinado por los fatimíes en la batalla de al-Uqhuwanah en  Palestina en 1029, le sucedieron sus jóvenes hijos Nasr y Thimal. El katepano de Antioquía, Miguel Spondyles, aprovechó la inexperiencia de los sucesores de Salih para establecer un protectorado sobre los dominios mirdasíes. Además, Spondyles fue provocado por la construcción de fortalezas por familias musulmanas en las montañas costeras y por los enfrentamientos motivados por la religión entre musulmanes y cristianos en Maarat an-Numan. Sin notificar al emperador Romanos III Argyros, Spondyles envió una fuerza bizantina contra los mirdasidas, pero fueron aniquilados por la tribu Banu Kilab en Qaybar en julio de 1029. El Kilab, del que surgió la dinastía mirdasida, era la tribu árabe más poderosa del norte de Siria y constituía el núcleo del ejército mirdasida.
Existen diversos relatos sobre la motivación de Romanos III para atacar a los mirdasidas. Según los cronistas árabes medievales Yahya de Antioquía (m. 1066) e Ibn al-Adim (m. 1262), Romanos resolvió vengar la derrota de Spondyles,  a quienes despidió. Por otra parte, los historiadores bizantinos contemporáneos Juan Escilitzes y Miguel Psellos sostienen que la inminente campaña fue motivada por la búsqueda de gloria de Romanos. A pesar de, o más bien debido a, su completa falta de experiencia militar, Romanos estaba ansioso por imitar los actos de Basilio II y sus predecesores; según Psellos, quería emular a los antiguos emperadores romanos como Trajano y Augusto, o incluso a Alejandro Magno. El historiador moderno Suhayl Zakkar sugiere que todas las versiones anteriores deben ser tratadas con cautela, y afirma que lo más probable es que Romanos actuara para asegurar la independencia de Alepo del principal enemigo árabe de Bizancio, los fatimíes, que él creía que podían conquistar la ciudad y su emirato tras la muerte de Salih. Esto lo indica la presencia en el séquito de Romanos de Mansur ibn Lu'lu', antiguo gobernante de Alepo y antagonista de los mirdasidas, a quien Romanos probablemente trató de instalar en lugar de estos últimos. Además, en una carta que envió a Nasr y Thimal, Romanos expresó su preocupación de que los enemigos de los emires mirdasíes pudieran arrebatarles la ciudad por su juventud y pidió que le entregaran Alepo a cambio de un pago.

## Preludio

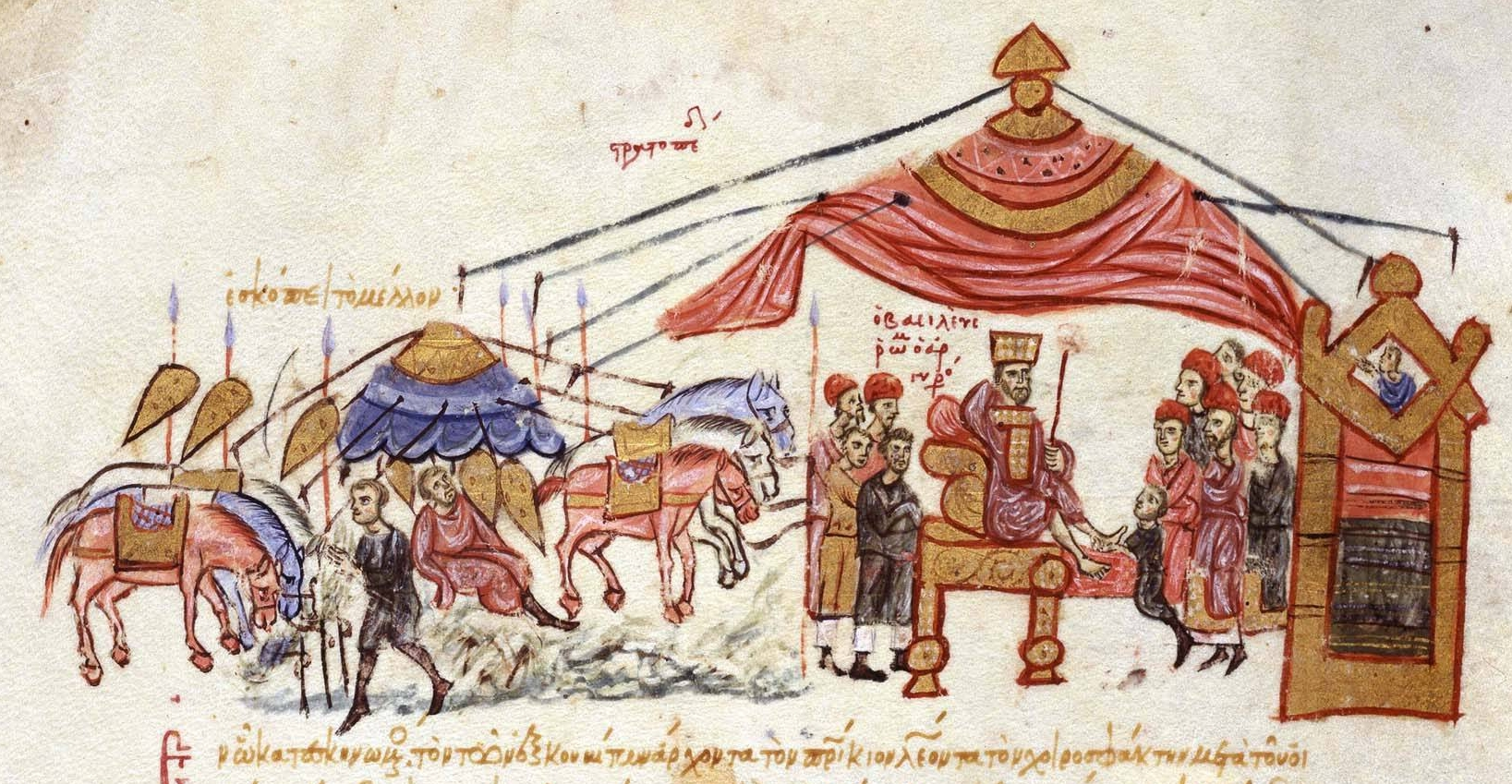
Miniatura medieval que muestra a un rey con su corte sentado bajo una gran carpa, con caballos y armas que indican un campamento militar a la izquierda

En marzo de 1030, Romanos partió de Constantinopla, liderando en persona la campaña contra Alepo. Según Psellos, Romanos estaba tan seguro de su éxito que preparó coronas especiales para su triunfo futuro y realizó una grandiosa entrada en Antioquía, a la que llegó el 20 de julio. Nasr, al enterarse de la aproximación de los bizantinos, envió enviados, encabezados por su primo Muqallid ibn Kamil,  y se ofreció a reconocer el protectorado bizantino y a reiniciar el pago del tributo. Según Psellos, los enviados de Nasr declararon que no querían esta guerra, ni le habían dado [a Romanos] ningún pretexto para ello, pero viendo que ahora adoptaba una política de amenazas, y puesto que insistía en desplegar sus fuerzas se preparaban para la guerra en caso de que Romanos no cambiara de rumbo.
Romanos fue alentado por el cacique Jarrahid de la  tribu Banu Tayy, Hassan ibn Mufarrij, a continuar su marcha; el Jarrahid esperaba utilizar la ayuda del Emperador para recuperar los territorios de pastoreo en Palestina que los Tayy se habían visto obligados a abandonar tras la derrota del beduino cerca del lago de  Tiberíades a manos del general fatimí Anushtakin al-Dizbari el año anterior. Según Skylitzes, los propios generales del emperador le aconsejaron que aceptara la oferta de Nasr para evitar los peligros de la campaña en el árido desierto sirio en verano,  especialmente porque sus tropas no estaban acostumbradas a esas condiciones y estaban agobiadas por sus pesadas armaduras. Esto también se refleja en las opiniones de los estudiosos modernos, que señalan que el Kilab, acostumbrado al rápido movimiento de los nómadas  beduinos, tenía una clara ventaja sobre los más pesados y lentos ejércitos bizantinos.
Persuadido de que la expedición contra Alepo tendría fácil éxito, el Emperador rechazó el consejo de sus generales: detuvo a Muqallid y condujo a su ejército hacia Azaz, Azazion en  griego el 27 de julio. Al mismo tiempo, envió a Hassan una lanza como señal de su autoridad y le ordenó que se quedara con sus hombres y esperara su llegada. Psellos comentó sobre esta decisión que Romanos pensaba que la guerra la decidían los grandes batallones, y era en los grandes batallones en los que confiaba. El ejército bizantino acampó en una llanura estéril en las cercanías de Azaz y cavó una profunda trinchera defensiva alrededor de su posición.  Mientras tanto, Nasr y Thimal hicieron sus propios preparativos; evacuaron a sus familias de Alepo, movilizaron a los guerreros de Kilab y otras tribus beduinas, en particular a los Banu Numayr, y, bajo el llamamiento a la yihad o «guerra santa», a los habitantes musulmanes de Alepo y su campo. La mayoría de las fuerzas movilizadas estaban comandadas por Thimal, que protegía Alepo y su ciudadela. El resto de las tropas, compuestas en su totalidad por jinetes de Kilabi y Numayri con armadura ligera, estaban dirigidas por Nasr, que se dispuso a enfrentarse a la fuerza bizantina.
Los relatos árabes sobre las tropas de Nasr varían: los cronistas de Alepo, Ibn al-Adim y al-Azimi (m. 1160), registraron 923 jinetes, Ibn Abi'l-Dam (m. 1244) contó 700, el egipcio al-Maqrizi (m. 1442) registró 2000, mientras que Ibn al-Jawzi (m. 1200) contó 100 jinetes y 1000 soldados de infantería. En opinión de Zakkar, esta última cifra es muy cuestionable, ya que casi todas las fuentes sostienen que la fuerza de Nasr estaba compuesta en su totalidad por caballería. Los estudiosos modernos estiman que el ejército bizantino contaba con unos 20 000 hombres y que contaba con muchos mercenarios extranjeros. En contraste con sus recuentos precisos de las fuerzas de Nasr, los cronistas árabes registran las fantásticas cifras de 300 000 o 600 000 tropas bizantinas.

## La batalla

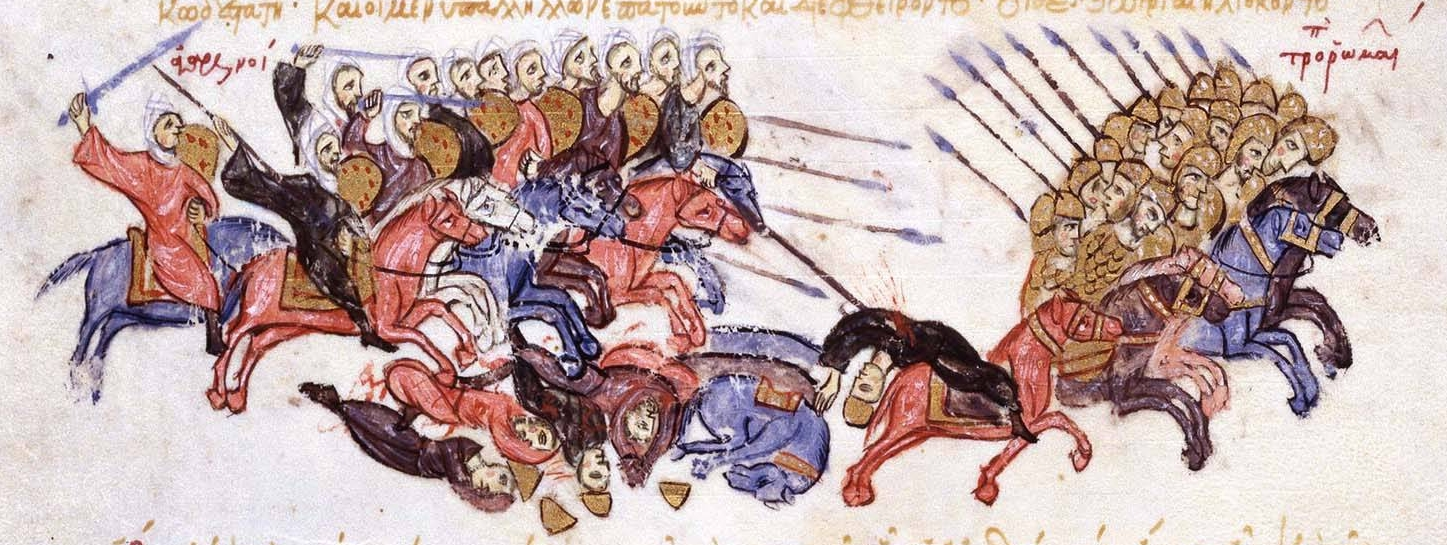
Miniatura de los Skylitzes de Madrid mostrando a los árabes conduciendo a los bizantinos a volver veloces a Azaz

Los bizantinos establecieron un campamento fortificado en Tubbal, cerca de Azaz, y el Emperador envió a los excubitores, bajo su comandante, el patrikios Leo Choirosphaktes, para reconocer el área.  Choirosphaktes fue emboscado y llevado cautivo, mientras que la mayoría de sus hombres fueron asesinados o capturados. Este éxito animó a los árabes, que el 8 de agosto comenzaron a hostigar el campamento imperial, quemaron su mercado —que aparentemente se encontraba fuera de las fortificaciones del campamento— e impidieron que los bizantinos buscaran comida. Como resultado, el ejército bizantino comenzó a sufrir de hambre y especialmente de sed. El patrikios  Constantino Dalassenos dirigió entonces un ataque contra los árabes, pero fue derrotado y huyó al campamento.
Los bizantinos se desmoralizaron y el 9 de agosto un consejo imperial resolvió abandonar la campaña y regresar al territorio bizantino. Romanos también ordenó que se quemaran las  máquinas de asedio. A la mañana siguiente, el 10 de agosto de 1030, el ejército abandonó su campamento y se dirigió a Antioquía. La disciplina se quebró y los mercenarios armenios utilizaron la retirada como una oportunidad para saquear los almacenes del campamento.  Esto causó un mayor caos entre las tropas de Romanos, con los soldados que custodiaban las trincheras huyendo del campamento por su seguridad personal.  Nasr usó este desorden para dirigir a sus tropas de Kilabi en una carrera sorpresa contra la fuerza bizantina en retirada. Psellos escribió que los árabes atacaron en grupos dispersos, creando la ilusión de un gran número lo que desmoralizó al ejército bizantino e indujo el pánico en sus filas. Como la mayoría de las tropas bizantinas estaban agotadas por la sed y la disentería, el ejército imperial se quebró y huyó.
Los relatos de los acontecimientos difieren en las fuentes bizantinas. Según John Skylitzes, solo la guardia imperial, la hetaireia, se mantuvo firme, y su posición permitió que Romanos, que casi fue capturado, escapara. Por otra parte, Psellos informa que la guardia imperial huyó y sin siquiera una mirada hacia atrás, abandonaron a su emperador. Mientras que Skylitzes escribió que los bizantinos sufrieron una terrible derrota y que algunas tropas fueron asesinadas por sus compañeros en una caótica estampida, el contemporáneo Yahya de Antioquía informó que los bizantinos sufrieron muy pocas bajas. Según Yahya, entre las bajas bizantinas de mayor rango se encontraban dos oficiales, mientras que otro oficial fue capturado por los árabes.
Los árabes se llevaron un gran botín, incluyendo todo el tren de equipajes del ejército imperial, que los bizantinos abandonaron en su precipitada huida. Entre el botín estaba la suntuosa tienda imperial con sus tesoros que, supuestamente, tuvo que ser llevada en setenta camellos. Según el historiador Thierry Bianquis, solo los aliados de Nasr en Numayri capturaron 300 mulas que llevaban monedas de oro. Únicamente se salvó el  icono sagrado de la Theotokos, que tradicionalmente acompañaba a los emperadores bizantinos en las campañas.

## Consecuencias

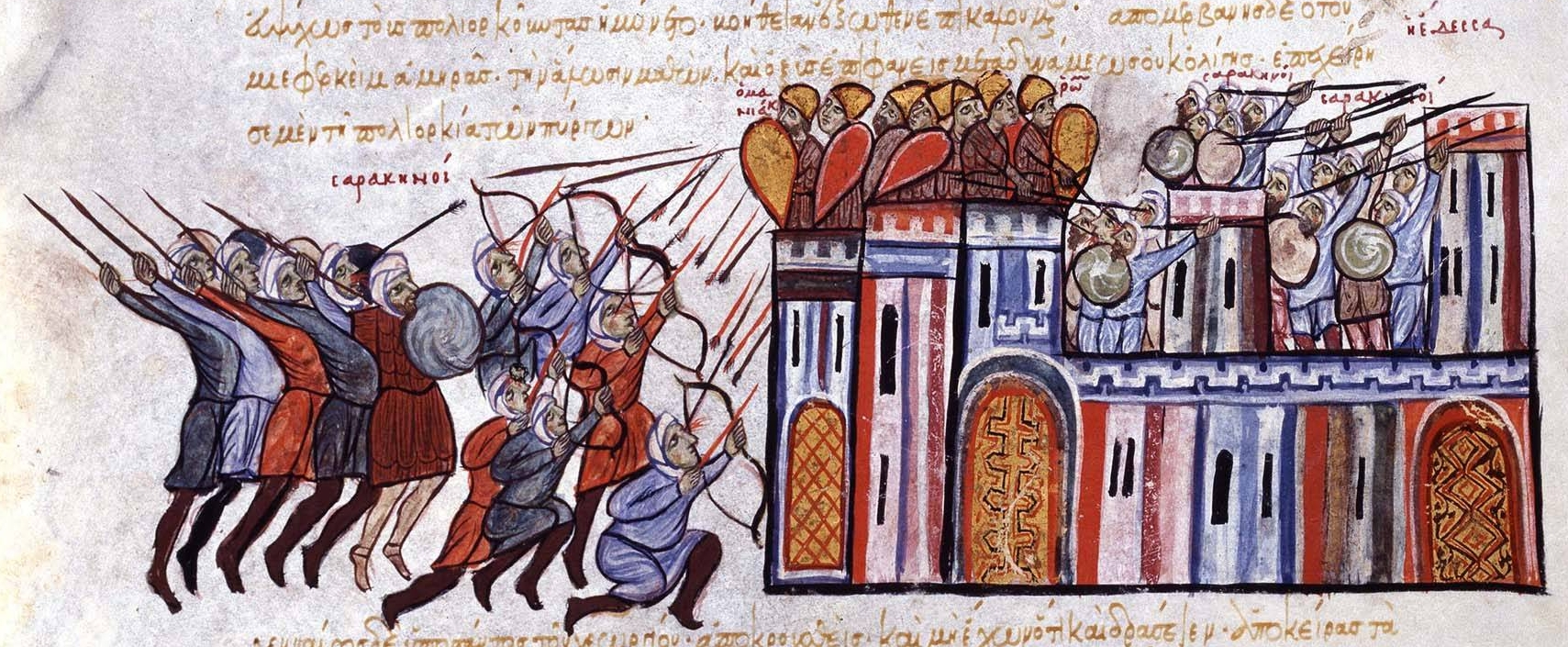
Miniatura medieval que muestra a lanceros y arqueros a pie y dentro de una fortaleza atacando la guarnición de una ciudadela por dos lados

En este caso, la derrota bizantina no supuso ningún revés a largo plazo para Bizancio; ni los mirdasidas, ni los fatimíes, ni el califato abasí de Bagdad fueron capaces de capitalizar la victoria árabe. Mientras Romanos regresaba a Constantinopla, dejó atrás a Niketas de Mistheia y a Simeón los protovestiarios como el katepano de Antioquía y como Doméstico de las escolas respectivamente, con órdenes de repetir la expedición más adelante en el año, cuando el clima fuera más fresco y el agua más fácil de conseguir. Los fatimíes bajo el mando de Anushtakin al-Dizbari trataron de explotar el retroceso bizantino al atacar a los jarrahids y a sus aliados de Banu Kalb, solo para ser derrotados en la batalla de Bosra en octubre.
El fracaso del Emperador fue compensado en parte por la victoria de Jorge Maniaces, gobernador de Telouch, contra 800 árabes que volvían de la debacle bizantina de Azaz. Los árabes, envalentonados por su victoria, exigieron que evacuara su provincia. Al principio Maniakes pretendió cumplir, enviando comida y bebida a los árabes, pero luego los atacó y los abrumó. Al éxito de Maniakes le siguió una campaña bizantina sostenida contra los señores fronterizos árabes, que se habían levantado contra el dominio bizantino después de Azaz, y contra un intento fatimí de capturar el fuerte fronterizo de Maraclea. Niketas de Mistheia y Simeón resistió con éxito estos ataques y, a su vez, capturó varias fortalezas, incluida Azaz después de un breve asedio en diciembre de 1030; Tubbal, donde los bizantinos habían sido derrotados meses antes, fue quemada hasta los cimientos. Durante los dos años siguientes, tomaron sistemáticamente las fortalezas de las colinas de las tribus locales y las redujeron a la sumisión, restableciendo la posición bizantina en Siria. El resurgimiento bizantino en el este culminó con la captura de Edesa en 1031 por Maniakes.
Mientras tanto, Nasr se hizo con el control exclusivo de Alepo tras expulsar a Thimal durante la ausencia de este. La consiguiente amenaza que representaban Thimal y sus partidarios entre el Kilab impulsó a Nasr a buscar el perdón y la protección de los bizantinos. Nasr se vio además amenazado por el traslado a la llanura del Ruj, al sudeste de Antioquía, de 20 000 miembros de la tribu rival de los Banu Tayy bajo el mando de Hassan ibn Mufarrij y de los Banu Kalb bajo el mando de Rafi ibn Abi'l-Layl, que se produjo a raíz de la invitación de los romanos tras su derrota, muy probablemente en 1031. Para conciliar a su poderoso vecino, Nasr envió a su hijo Amr a Constantinopla en abril de 1031 para pedir un tratado por el que regresara a su condición de tributario y vasallo. El tratado suponía un tributo anual de 500 000 dírhams, equivalente a unos 8334 dinares de oro, de Nasr a los bizantinos y obligaba a éstos a apoyar a Nasr en caso de agresión. Este acuerdo condujo en 1032 a la supresión conjunta de una revuelta drusa en el Jabal al-Summaq por parte de Niketas y Nasr. La perspectiva de guerra entre los hermanos Mirdasid se anuló después de que los jefes del Kilab mediaran en una división del emirato en una mitad siria controlada por Nasr de Alepo y una mitad mesopotámica gobernada por Thimal de al-Rahba.